# Metroperiella cribriformis
Metroperiella cribriformis är en mossdjursart som först beskrevs av Charles Henry O'Donoghue 1923.  Metroperiella cribriformis ingår i släktet Metroperiella och familjen Bitectiporidae. Inga underarter finns listade i Catalogue of Life.